# Premio Rambert

Cantón de Vaud, en Suiza.

El premio Eugène Rambert es un premio literario creado en 1898 por la sección del Cantón de Vaud de la Sociedad suiza de estudiantes de Zofingen. Se concede cada tres años a un autor suizo de expresión francesa.

## Historia
En los años anteriores a la creación del premio Eugène Rambert (1898), la vida literaria en el Cantón de Vaud fue muy intensa, en especial en la sección francesa de Zofingen, con autores como Henri Warnery, Samuel Cornut o Eugène Rambert, que publicaron sus obras en esos años.
Tras la muerte de Rambert en 1886, persona muy influyente entre los años 1849 y 1853, cuando publicó sus primeros escritos, la sociedad de estudiantes de Zofingen decide honrar su memoria. Evitando erigir un monumento, la sociedad decide crear una distinción literaria que lleve su nombre. El reglamento original establece que " el premio será entregado al libro, escrito por un Suizo y francés (...), que haya sido considerado de mayor mérito por el jurado, independientemente de la materia, siempre que el trabajo tenga un valor literario ".
En 1903 se entregó por primera vez el premio a Henri Warnery por Le Peuple vaudois. Desde entonces, el premio ha sido otorgado regularmente cada tres años. Charles Ferdinand Ramuz fue coronado dos veces (1912 y 1923). Un montón de nombres de prestigio entre los escritores premiados : Philippe Jaccottet, Robert Pinget, Pablo las hiedras, Denis de Rougemont, Gustave Roud, Jacques Mercanton, Catherine Colomb, Jean Starobinski, Nicolas Bouvier, Jean Vuilleumier, Etienne Barilier, Claude Delarue o Anne-Lise Grobéty.
En 2010, bajo el impulso de un jurado en gran parte renovado y con una alta proporción de jóvenes, el premio ha comenzado una colaboración con el Centro de investigación de las letras de habla francesa, Centre de recherches sur les lettres romandes (LRCC), de la Universidad de Lausana.

## Ganadores
- 1903 Henri Warnery por Le Peuple vaudois (Payot et Cie, 1903)
- 1906 Paul Seippel por Les Deux Frances et René Morax pour La Nuit des quatre temps
- 1909 Philippe Godet por Madame de Charrière et ses amis et Samuel Cornut pour La Trompette de Marengo
- 1912 Charles-Ferdinand Ramuz por Aimé Pache, peintre vaudois, (Arthème Fayard, 1911) et Benjamin Vallotton pour La Moisson est grande
- 1915 Henry Spiess por Le Visage ambigu
- 1920 Robert de Traz por La Puritaine et l'amour et Pierre Kohler pour Madame de Staël et la Suisse
- 1923 Charles-Ferdinand Ramuz por Passage du poète, (L'Acacia, 1923)
- 1926 Edmond Gilliard por Rousseau et Vinet individus sociaux
- 1929 Paul Budry por Le Hardi chez les Vaudois et Trois hommes dans une Talbot
- 1932 Pierre Kohler por L'Art de Ramuz (1929)
- 1935 Charles-Albert Cingria por Pétrarque (Payot, 1932) y Pierre Beausire por Œuvres
- 1938 Denis de Rougemont por Journal d'un intellectuel en chômage
- 1941 Gustave Roud por Pour un Moissonneur (1941)
- 1944 Jacques Mercanton por Thomas l’incrédule
- 1947 Pierre-Louis Matthey por Vénus et le Sylphe
- 1950 Albert Béguin por Patience de Ramuz
- 1953 Maurice Chappaz por Testament du Haut-Rhône (Ed. Rencontre, 1953)
- 1956 Philippe Jaccottet por L'Effraie
- 1959 Robert Pinget por Le Fiston (1959)
- 1962 Catherine Colomb por Le Temps des anges (1962)
- 1965 Jean Starobinski por Œuvres
- 1968 Nicolas Bouvier por Japon
- 1971 Anne Perrier por Lettres perdues (Payot, 1971)
- 1974 Jean Vuilleumier por L'Écorchement (Éditions de L'Aire, 1972)
- 1977 Jean-Marc Lovay por Les Régions céréalières (Gallimard, 1976)
- 1980 Étienne Barilier por Prague
- 1983 Claude Delarue por L'Herméneute (L’Âge d’homme) et La Chute de l'ange (Balland)
- 1986 Anne-Lise Grobéty por Pour mourir en février (Campiche) et Zéro positif (Campiche) et La Fiancée d'hiver (Campiche)
- 1989 Jacques-Michel Pittier por Les Forçats et New-York Caligramme
- 1992 Jean Romain por Les Chevaux de la pluie  (Éditions de l'Aire, 1991)
- 1995 Jacques-Étienne Bovard por Demi-Sang Suisse (Bernard Campiche éditeur, 1994)
- 1998 Jean-François Sonnay por La Seconde Mort de Juan de Jesus (Bernard Campiche Éditeur, 1997)
- 1998 Prix du Centenaire Yvette Z'Graggen por Matthias Berg (Éditions de L’Aire) et Ciel d'Allemagne (Éditions de L’Aire)
- 2001 Corinne Desarzens por Bleu diamant (Éditions de l'Aire).
- 2004 Thomas Bouvier por Demoiselle Ogata (Éditions Zoé, 2002)
- 2007 Marielle Stamm por L’Œil de Lucie (Éditions de L’Aire)
- 2010 Pascale Kramer por L'Implacable Brutalité du réveil (Éditions Mercure de France, 2009)
- 2013 Marie-Jeanne Urech por Les Valets de nuit (Éditions de l'Aire, 2010)
- 2016 Philippe Rahmy por Allegra (Éditions La Table Ronde, 2016)
- 2019 Michel Layaz por Sans Silke (Éditions Zoé, 2019)
- 2022 Claire Genoux por Giulia (BSN Press, 2019)

### Jurado
Presidentes del jurado Rambert :
- 2007-2013 : Olivier Klunge
- 1998-2004 : Jean-François Bonard
- 1995 : Antoine Chappuis
- 1974 : Claude-Alain Mayor